# سیزدهمین جوایز سالانه دستاوردهای تعاملی
سیزدهمین جوایز سالانه دستاوردهای تعاملی مراسمی بود که برای تجلیل از بهترین بازی‌ها در صنعت بازی‌های ویدیویی در ۱۸ فوریه ۲۰۱۰ در رد راک کازینو، استراحتگاه و اسپا برگزار شد. همچنین به عنوان بخشی از آکادمی دی.آی.سی.ای. در سال ۲۰۱۰ برگزار شد و جی مهر میزبان مراسم بود.